# Hohentengen (Göge)
Hohentengen es un municipio alemán perteneciente al distrito de  Sigmaringa, en el estado federado de Baden-Wurtemberg. La Göge es un nombre coloquial del municipio que consiste de los barrios Beizkofen, Bremen, Eichen, Enzkofen, Günzkofen, Hohentengen, Ölkofen, Ursendorf y Völlkofen. En total, tiene unos 4500 habitantes y el territorio municipal comprende 3656 ha.